# Silesia Superior
Związek Akademików Górnoślązaków  Silesia Superior – organizacja polskich studentów i absolwentów pochodzących z Górnego Śląska, działająca w latach 1924–1939 w niemieckim Wrocławiu.
Założony w Opolu, wkrótce przeniesiony do Wrocławia. Jego członkami byli studenci z Górnego Śląska studiujący w tym czasie na Uniwersytecie Wrocławskim, np.: Karol Knosała (pierwszy prezes), Mirosław Spychalski (prezes w 1926), Paweł Kwoczek (prezes w 1926-1927), Tadeusz Kania (prezes w 1928), Józef Fikus (prezes w 1930), Franiszek Gralla (prezes w 1931-1932), Ludwik Affa (prezes w 1932), Józef Mehl (prezes w 1933), Leon Głogowski (prezes w 1934), Paweł Nantka-Namirski (prezes w 1934-1935), Augustyn Kośny (był prezesem), Maksymilian Kośny.
Celem Związku, wyrażonym w statucie z 1930 r., było krzewienie kultury polskiej oraz działanie na rzecz społeczności Górnoślązaków - Polaków w tej części Górnego Śląska, która pozostawała w obrębie Niemiec.  Organizowano wyjazdy grupowe nad morze, do Polski, które były możliwe dzięki wsparciu finansowemu ze strony Związku Obrony Kresów Zachodnich. W marcu 1925 r. członkowie „Silesii” wyjechali na miesiąc do Poznania, w 1926 r. – do Krakowa i Zakopanego, rok później – do Warszawy, a w 1930 r. odwiedzili Wieliczkę. Wyjeżdżano chociażby do Tupadeł czy Gdyni. Oprócz aktualnie studiujących zrzeszał także absolwentów uczelni i członków honorowych. Po powstaniu ogólnoniemieckiego Związku Akademików Polaków w 1934-1935 większość działaczy i wszyscy aktualni studenci Silesia Superior przenieśli się do nowej organizacji, a w Silesi została część absolwentów. Od tego momentu aktywność Silesii bardzo zmalała, choć działa do likwidacji przez władze nazistowskie w 1939 r. 
Po II wojnie światowej tradycje Silesii Superior kontynuowali członkowie Koła Akademików Opolan w Poznaniu.

## Losy działaczy polskich związków studenckich w czasie II wojny światowej
Prawie wszyscy opolscy akademicy byli prześladowani przez władze niemieckie. W czasie II wojny światowej zostali zamordowani m.in.: 
- Józef Cygan, z Chrząszczyc pod Opolem - ścięty w Berlinie za rzekomą zdradę stanu,
- Franciszek Grala z Gliwic
- Franciszek Gabriel z Dobrzenia Wielkiego
- Stanisław Grzonka z Raciborza - ścięty w więzieniu w Jenie
- Augustyn Kośny - zamordowany na ulicy w Berlinie
- Władysław Planetorz z Cisek Kozielskich - zamordowany w twierdzy kłodzkiej
- Bolko Liguda - padł jako żołnierz karnej kompanii[8].

Wielu młodszych działaczy Koła walczyło w mundurach niemieckich, niektórzy z nich zginęli.